# Іслам у Пакистані
Іслам - державна релігія Пакистану. Мусульмани складають близько 96% населення країни (за переписом 1998 р.). Пакистан займає друге місце у світі за кількістю мусульман, після Індонезії. 91% пакистанців - суніти, 5% - шиїти.

## Історія
Іслам проник у північно-західну Індію в часи арабських завоювань. Населення долини Інду (сучасний Пакистан) повністю прийняло іслам у 9-11 століттях. Населення півострова Індостан і долини Гангу іслам ще не торкнулася, хоча прибережне населення знайомилося з ісламом через арабських купців. Впливу ісламу були незначні до 1001, коли Махмуд Газні скоїв набіги на субконтинент, зруйнував Сомнатх і захопив Пенджаб. Нова хвиля ісламізації послідувала в період між 1526 по 1858, коли владу в Північній Індії захопили прийшлі тюркські, перські та монгольські воїни.
У цей період в іслам особливо активно переходили найбільш знедолені верстви індуського населення, які сподівалися таким чином подолати систему жорстких заборон і каст, що обмежують соціальну мобільність індивідуума. Іслам масово прийняло бідне селянське населення дельти Гангу (суч.. Бангладеш). Міщанська верхівка і купці також були схильні до переходу в іслам для полегшення доступу до дворів місцевих емірів-мусульман, що склали нову еліту регіону.

## Іслам у незалежному Пакистані
У березні 1949 року, при уряді Ліакат Алі Хана було проголошено, що в державі Пакистан буде одна державна релігія - Іслам. У 1950 році, Рада улемів Пакистану надав проєкт, відомий як Двадцять два пункти улемів. Цей проєкт вніс зміни до конституції згідно з цілями резолюції (відповідно до Шаріату).
У 1977 році при уряді Зульфікара Алі Бхутто були заборонені алкоголь і наркотики, також були перенесений вихідний дня з неділі на п'ятницю. Однак основна ісламська програма стартувала в період ісламізації суспільства при генералові Зія-уль-Хаке. Починаючи з лютого 1979 набули чинності нові закони, засновані на ісламських принципах справедливості і рівності. У той же час по ряду законів для жінок були більш серйозні наслідки ніж для чоловіків. Був введений закят (обов'язковий річний податок на користь бідних, нужденних, а також на розвиток проєктів, що сприяють поширенню ісламу та істинних знань про нього) і заборонено лихварство.